# Hesperochernes utahensis
Espèce
Hesperochernes utahensis est une espèce de pseudoscorpions de la famille des Chernetidae.

## Distribution
Cette espèce est endémique des États-Unis. Elle se rencontre en Utah et au Nouveau-Mexique.

## Habitat
Elle se rencontre dans le terrier de Neotoma lepida et Neotoma cinerea.

## Description
Les mâles mesurent de 2,4 à 2,5 mm et les femelles de 2,5 à 2,9 mm.

## Étymologie
Son nom d'espèce, composé de utah et du suffixe latin -ensis, « qui vit dans, qui habite », lui a été donné en référence au lieu de sa découverte, l'Utah.

## Publication originale
- Hoff & Clawson, 1952 : Pseudoscorpions from rodent nests. American Museum Novitates, no 1585, p. 1-38 (texte intégral).